# Fatick (regio)
Fatick is een regio van Senegal, gelegen in het zuidwesten van het noordelijke deel van het land. De alternatieve naam van de regio is Jinnak Bolon. De regio is vernoemd naar de hoofdstad Fatick, heeft een oppervlakte van 7930 km² en had tijdens de laatste volkstelling van 2002 613.000 inwoners.

## Geografie en economie
Fatick grenst in het noorden aan de regio Diourbel en Louga, in het zuiden aan het land Gambia, en in het oosten aan de regio's Kaolack en Kaffrine. In het westen grenst het aan de Atlantische Oceaan en de regio Thiès.
De regio ligt op de grens van het steppe- en het savanneklimaat. De gemiddelde jaarlijkse neerslag bedraagt 659 mm. Een derde van de oppervlakte bestaat uit tannes, zoutvlaktes, die rijk zijn aan fluor, waardoor dat land niet geschikt is voor cultivatie en niet zo gunstig is voor veeteelt.
Landbouw, veeteelt en visserij zijn de belangrijkste hulpbronnen. Het belangrijkste landbouwgewas met een areaal van 220.000 ha in 2005 is gierst. Daarna komen aardnoten.

### Plaatsen
Naast de hoofdstad zijn de grootste plaatsen:
| - Sokone - Fandène - Foundiougne - Gossas |  | - Ngalangue - Ngayokhem - Tabakali |

## Bestuurlijke indeling
De regio is onderverdeeld in de volgende departementen:
- Fatick
- Foundiougne
- Gossas

Dakar ·
Diourbel ·
Fatick ·
Kaffrine ·
Kaolack ·
Kédougou ·
Kolda ·
Louga ·
Matam ·
Saint-Louis ·
Sédhiou ·
Tambacounda ·
Thiès ·
Ziguinchor